# 宗宝
宗 宝（そう ほう）は、中国の通俗歴史小説『三国志演義』に登場する架空の人物。
北海太守孔融の部将として、『演義』第11回に登場する。黄巾党の残党である管亥が数万の軍勢を率いて北海に攻め寄せてきたため、孔融は城外に迎撃に赴く。管亥が孔融を目がけて突進してくると、宗宝は槍をとってこれを迎え撃ったが、数合の打ち合いの末に、管亥の薙刀により斬り落とされてしまう。宗宝の戦死後、孔融の軍は大いに崩れて北海城内に逃げ込んでいる。